# Maria Meinen

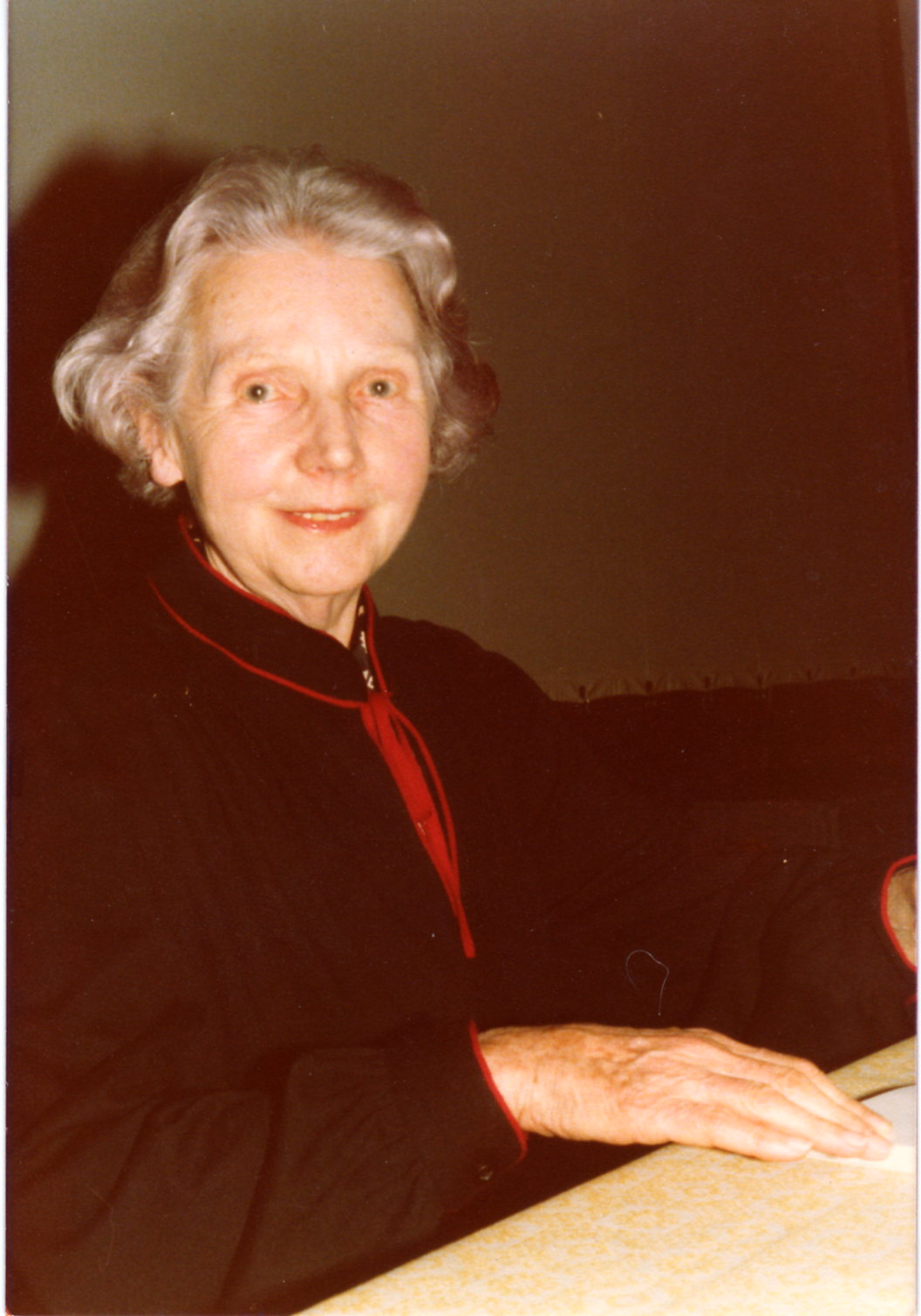
Maria Meinen (1983)

Maria Meinen (* 26. September 1905 in Weissenburg im Simmental; † 24. Februar 1992 in Erlenbach im Simmental), eigentlich Frieda Leitner-Meinen, war eine Schweizer Schriftstellerin und Tänzerin.
Maria Meinen verlor ihren Vater sehr früh und wuchs als Einzelkind bei ihrer Mutter in Weissenburg im Simmental auf. Sie besuchte die Primarschule in Därstetten von 1912 bis 1917 und die Sekundarschule in Erlenbach im Simmental von 1917 bis 1921. Sie erlangte die Maturität an der Minerva in Zürich im Jahr 1924 und studierte an der Universität Zürich, der Universität Basel, an der Sorbonne in Paris und der University of London von 1925 bis 1930.
Maria Meinen war von 1929 bis 1937 mit dem Kunsthistoriker Hans Graber verheiratet. Sie nahm Tanzunterricht, unter anderem in Paris, wo sie zum Freundeskreis der Tänzerinnen Tatjana Barbakoff und Valeria Ellanskaia sowie des Malers Gert Heinrich Wollheim gehörte. Maria Meinen war die Geliebte des Dichters Leonhard Frank, den sie auf seiner Flucht in die USA finanziell unterstützte. Frank hat die Liebesbeziehung im Schauspiel «Maria» und im Roman «Mathilde» verarbeitet und beide Bücher Maria Meinen gewidmet. Später versuchte er sie nach Amerika zu holen und handelte als Drehbuchautor in Hollywood für sie einen Vertrag mit Warner Brothers aus, den sie jedoch nicht unterschrieb.
Maria Meinen bekam kurz vor Kriegsbeginn eine halbjährige Verpflichtung als Solotänzerin (Ausdruckstänzerin) in Paris im «Le Bœuf sur le Toit» unter dem Patronat des Schweizer Diplomaten Walter Stucki, die Verpflichtung wurde aber durch den Kriegsausbruch vorzeitig gelöst, worauf sie in die Schweiz zurückging. (In der Schweiz trat sie dann erstmals am 10. April 1943 im Küchlintheater in Basel mit Tänzen wie Pavane, Mädchen auf der Wiese, Narzissus, Tango, Walzer, Frühling, Nocturno, Gavotte joyeuse, Walzer und Marsch auf. Auch findet man sie in dieser Zeit in kleineren Nebenrollen am Schauspielhaus Zürich, und über ihre Heimat, das Simmental, ein Tal in der Nähe des Thunersees, verfasste sie zwei Bücher.) Sie wohnte in Basel, Zürich und Weissenburg. Zu ihrem Freundeskreis gehörten der Journalist und Schriftsteller Siegfried Streicher und der Journalist und Verleger Max Ras.
Maria Meinen heiratete 1953 Robert Leitner. Nach seinem Tod im Jahre 1965 kehrte sie definitiv nach Weissenburg zurück. Im Jahre 1987 verkaufte sie ihr Haus in Weissenburg und zog ins Altersheim Lindenmatt in Erlenbach im Simmental.

## Werke
- Maria Meinen erzählt. Beobachter, Zürich 1948.
- Mys Täälti. Simetaler Gschichtleni u Gstaalti. Francke, Bern 1979.
- Im Tal der sieben Brunnen. Francke, Bern 1984.